# اقتصاد سلالة سونغ
شهدت الصين خلال عهد سلالة سونغ الحاكمة (960-1279)، ولأكثر من ثلاثة قرون، نموًا مستدامًا في دخل الفرد والسكان، وتغيرًا هيكليًا في الاقتصاد، وتزايدًا في وتيرة الابتكار التكنولوجي؛ كما عززت العديد من الابتكارات التكنولوجية من اقتصاد الإمبراطورية، مثل الطباعة المتحركة، والبذور المحسنة للأرز والمحاصيل التجارية الأخرى، والبارود، والساعات الميكانيكية العاملة بالماء، واستخدام الفحم كمصدر للوقود لمجموعة متنوعة من الصناعات، فضلًا عن اكتشاف تقنيات محسّنة لإنتاج الحديد والفولاذ. وتحول الوقود الرئيسي لأفران السيراميك والحديد من الخشب إلى الفحم في شمال الصين، إذ سرع استعمال الفحم من وتيرة العمل نتيجة سرعة احتراقه.
زادت الاتصالات التجارية مع الأسواق العالمية بشكل ملحوظ خلال عهد سلالة سونغ، حيث انخرط التجار في التجارة الخارجية من خلال الاستثمارات في السفن التجارية التي وصلت إلى موانئ بعيدة مثل شرق أفريقيا. شهدت هذه الفترة أيضًا تطوير أول ورقة نقدية في العالم، أو ما يُعرف بالنقود الورقية المطبوعة، والتي جرى تداولها على نطاق واسع آنذاك، الأمر الذي أدى إلى تطوير سوق وطني حقيقي مدعوم بنظام ضريبي موحد وطرق تجارة برية وبحرية فعالة للغاية. عزز تركيز التجارة على المستوى الإقليمي من الكفاءة الاقتصادية للصين وأدى إلى زيادة الإنتاجية في مختلف القطاعات. أعادت الضرائب المفروضة على القاعدة التجارية الصاعدة ملء خزائن الإمبراطورية وعززت الاقتصاد النقدي بشكل أكبر على الرغم من تخصيص الكثير من أموال خزينة الحكومة المركزية للجيش. ناقش الإصلاحيون والمحافظون دور الحكومة في الاقتصاد، ولكن ظل الإمبراطور وحكومته مسؤولان بالكامل عن الاقتصاد، مع تخفيض حصصهم الشخصية مقارنةً مع السلالات السابقة. ومع ذلك، استمرت الحكومة في فرض الاحتكارات على بعض المواد المصنعة وتسويق السلع لزيادة الإيرادات وتأمين الموارد التي كانت حيويةً للإمبراطورية، مثل الشاي والملح والمكونات الكيميائية للبارود.
جعلت هذه التغييرات من الصين قوةً عالميةً، ما دفع بعض المؤرخين إلى تسمية هذا الاقتصاد «بالاقتصاد المبكر الحديث» قبل قرون عديدة من قيام أوروبا الغربية بإنجازاتها. ومع ذلك، فُقد العديد من هذه المكاسب الاقتصادية في عهد سلالة يوان التي تلت سلالة سونغ في الحكم.

## الزراعة

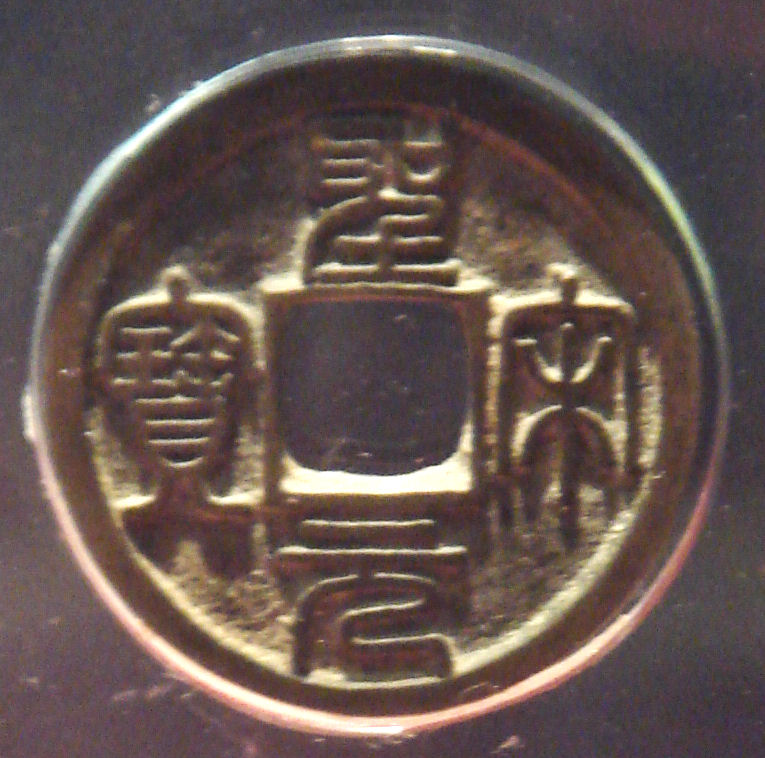
عملة من سلالة سونغ الشمالية (聖宋元寶)

كان هناك توسع هائل في الأراضي الزراعية المحروثة خلال عهد أسرة سونغ، إذ شجعت الحكومة على استصلاح الأراضي القاحلة وزراعتها، ومُنح كل من يستصلح أرضًا جديدة حق حيازتها بشكل دائم بعد دفع ضرائبها. وتُقدر مساحة الأراضي المزروعة في عهد أسرة سونغ بـ 720 مليون مو (48 مليون هكتار تقريبًا) حيث وصلت إلى ذروتها بموجب هذه السياسة، ولم تستطع سلالتي مينغ وتشينغ التفوق على هذا الإنجاز.
عُززت نُظم ري الأراضي الصالحة للزراعة بشكل كبير خلال عهد سلالة سونغ، بعد أن أصدر رجل الدولة والاقتصادي البارز وانغ آنشي القانون والمرسوم المتعلق بري الأراضي في عام 1069 والذي شجع على توسيع نظام الري في جميع أنحاء الصين. أُقيم نحو 10800 مشروع ري بحلول عام 1076، ما أدى إلى ري أكثر من 36 مليون مو (2.5 مليون هكتار تقريبًا) من الأراضي الزراعية العامة والخاصة. تضمنت مشاريع الري الرئيسية تجريف النهر الأصفر في شمال الصين وأرض الطمي الاصطناعي في وادي بحيرة تاي. تضاعف إنتاج المحاصيل في الصين ثلاث مرات بفضل قانون عام 1069. كانت المحاصيل الزراعية حوالي 2 تان من الحبوب لكل مو (5000 كيلوغرام لكل نصف هكتار) خلال عهد أسرة سونغ، مقارنة مع 1 تان في بداية عهد سلالة هان و1.5 تان خلال نهاية عهد سلالة تانغ.
تميزت التنمية الاقتصادية الصينية في عهد سلالة سونغ بتطوير الأدوات الزراعية والبذور والأسمدة، بعد أن ورثت سلالة سونغ ابتكارات المحراث المذكورة في نص سلالة تانغ كلاسيكية المحراث، والذي يوثق استخدامه في جيانغنان. حسنت سلالة سونغ المحراث الحديدي المنحني الذي استعملته سلالة تانغ، واخترعت تصميمًا فريدًا للمحراث المخصص لاستصلاح الأراضي القاحلة فاستبدلت الحديد بالفولاذ، وقصرت شفرة الحراثة وزادت سماكتها، مما جعله فعالاً بشكل خاص في قطع القصب والجذور في الأراضي الرطبة في وادي نهر هواي. اختُرعت أيضًا في عهد سلالة سونغ أداة مصممةً لتسهيل الغرس وسميت بـ «حصان الغرس»، وقد صُنعت من خشب العناب وخشب بولونيا؛ كما استخدمت المزارع في عهد سلالة سونغ نواعير مياه من الخيزران للاستفادة من طاقة تدفق الأنهار لرفع العنفات وإيصال المياه للأراضي الزراعية لاستعمالها في الري.
بلغ قطر الناعور نحو 30 تشي (1 متر تقريبًا)، وتكون من عشرة أنابيب سقاية من الخيزران مثبتة على محيطه، واستخدم بعض المزارعين النواعير الثلاثية لرفع المياه إلى ارتفاع يزيد عن متر.
أُدخلت بذور أرز تشامبا عالية الإنتاجية، والأرز الأصفر الكوري، والبازلاء الخضراء الهندية، والبطيخ الأحمر الشرق أوسطي إلى الصين خلال عهد هذه السلالة، ما أدى إلى تعزيز تنوع المنتجات الزراعية بشكل كبير. أكد المزارعون خلال عهد سلالة سونغ على أهمية التربة الليلية (مواد مستخرجة من حفر الصرف الصحي وحفر المراحيض وآبار الترسيب وغيرها) كسماد للمزروعات، وفهموا أن استخدام التربة الليلية يمكن أن يحول الأرض القاحلة إلى أرض زراعية خصبة، إذ كتب تشين بو في كتابه الزراعة عام 1149: «لا يُعد القول الشائع بأن الأراضي الزراعية تُستنفذ بعد نشر البذار فيها لثلاث إلى خمس سنوات صحيحًا، فبعد نشر طبقة سطحية من تربة جديدة ومعالجتها بالتربة الليلية، تصبح هذه الأرض أكثر خصوبة».

### المحاصيل الاقتصادية
أُدخل القطن من جزيرة هاينان إلى وسط الصين، وجُمعت أزهار القطن وجرت إزالة الحفر وضربها بأقواس من الخيزران، وسحبها إلى خيوط ونسجها في قماش يسمى «جيبي». يتميز قماش جيبي المصنوع في هاينان بتنوعه الكبير، وقماشه العريض، وألوانه الزاهية غالبًا، وقد جرى نسجه بشكل عام لخياطة القطعتين اللتين تشكلان غطاء السرير، أو القطع الأربع التي تشكل الستارة في أي منزل صيني. زُرع القنب أيضًا على نطاق واسع واستعمل لاحقًا في نسج الأقمشة. وازدهرت مزارع التوت المستقلة في منطقة جبل دونغتينغ في سوجو، ولكن لم يكسب المزارعون لقمة عيشهم من أراضيهم الزراعية فحسب، بل من خلال زراعة أشجار التوت وتربية دود القز لجمع الحرير.
ظهر قصب السكر لأول مرة في الصين خلال فترة الممالك المتحاربة، واشتهر وادي بحيرة تاي بزراعة قصب السكر خلال عهد سلالة سونغ. وصف جيمس س. وانغ، أحد كتاب سلالة سونغ، بالتفصيل طريقة زراعة قصب السكر وكيفية صنع دقيق قصب السكر من قصب السكر في كتابه «كلاسيكية السكر» عام 1154، وهو أول كتاب عن تقنيات صناعة السكر في الصين.
بلغ حجم مزارع الشاي في عهد سلالة سونغ ثلاثة أضعاف حجمها خلال عهد سلالة تانغ، إذ انتشرت مزارع الشاي عبر 66 محافظة في 244 مقاطعة وفق أحد المسوح التي تعود لعام 1162. كانت مزرعة بييوان (مزرعة نورث بارك) مزرعة شاي إمبراطورية في مقاطعة فوجيان، وأنتجت أكثر من أربعين نوعًا من الشاي للمحكمة الإمبراطورية. وتجدر الإشارة إلى أنه لم يُقطف سوى طرف أوراق الشاي الطرية لمعالجتها واستعمالها في كعكات الشاي الشهيرة والمعروفة باسم «كعكات شاي التنين».
ظهرت مزارع الخضروات عالية القيمة في الضواحي الجنوبية للإمبراطورية الصينية بالتزامن مع نمو المدن، ووسطيًا، كان المو الواحد من الأراضي المزروعة بالأرز كافيًا لإعالة رجل. أما في شمال الإمبراطورية، فقد احتاج كل رجل نحو 3 مو من أراضي الأرز، في حين كان المو الواحد من مزرعة الخضروات يكفي لإعالة ثلاثة رجال.